# Eupithecia daemionata
Eupithecia daemionata là một loài bướm đêm trong họ Geometridae.